# 김선 (1920년)
김선(金璿, 1920년 7월 8일 ~ )은 대한민국 제19대 법무부차관을 역임한 법조인이다. 부인 박진희와의 사이에 2남1녀가 있다.

## 생애
1920년 7월 8일 전라남도 해남군에서 태어나 일제강점 말기에 학병에 나가기 싫어 관서대학을 중퇴했지만 강제징용되었다. 1947년 제1회 조선변호사시험에서 합격하였다.
1950년 청주지방검찰청 검사로 시작하여  법무부 검찰과장, 법무부 인권옹호과장, 대구, 부산에서 지방검찰청 검사장과 대검찰청 검사 등을 거쳐 1973년 3월 9일에 제19대 대한민국의 법무부 차관에 임명되었다. 1974년 7월 7일에 법무부 차관에서 물러난 김선은 서울시 북창동에서 변호사를 개업하였다.  1983년 여름, "독서와 운동을 마음껏 할 수 있는 공간을 만들었으면 좋겠다"고 밝혔다. 
대검찰청 검사로 밀수 합동 수사 반장을 겸임하는 동안 "「이즈하라」를 거점으로 하는 「특공대 밀수」를 뿌리뽑는데 공적을 세워 대검찰청 수사국장으로 기용됐다"는 평가를 받았다. 대검찰청 수사국장으로 재임 중에는 농어촌 개발공사·관광 공사 등 국영 기업체 장들의 부정 사건을 파헤쳤다.
5년간의 연구 끝에 발표한 건국대학교 법학박사학위 논문 『미국형사소송에 있어서의 기소인부제(Arraignment)에 관한 연구』를 책으로 출간했다. 형사소송절차상 피의자가 법정에서 범행을 자백한 사건에 대해서는 인정심문·사실심리·증거조사 등을 생략하는 제도로서 국내에서 최초의 연구서이다.

1994년 5월 30일 제31회 법의 날 기념식에서 국민훈장 무궁화장을 받으면서 "검사, 판사, 변호사 모두가 불편부당한 법 집행을 위해 노력할 때 법의 존재이유가 정당성을 부여받을 수 있다"고 하면서 "국가에 공헌한 것도 없는데 분에 넘치는 상을 받았다"며 "앞으로 더욱 법수호와 인권옹호에 진력하겠다"고 말했다.서울변호사회  형사법 개정위원 법무부 정책자문위원 국회 법률개정위원 등을 역임한 바가 있는 김선은 1995년 2월 25일 제38대 대한변호사협회 회장에 선출되면서 "일부 변호사들의 전관예우 관행이나 부조리에 대해서 과감하게 징계권을 행사하겠다"고 밝혔다.
김선은 40년이 넘는 법조인 생활을 하면서 "1967년 대한민국 제7대 국회의원 선거에서 전라남도의 한 지역구에서 공화당 후보로 입후보하여 당선되었던 청와대 비서관 출신의 양모씨를 부정선거 혐의로 구속했던 일이 가장 기억에 남는다"며 "당시 권력 핵심의 압력에도 굴하지 않고 끝까지 싸워 구속의견을 관철했다"고 밝혔다.

## 경력
- 법무부 인권옹호과 과장
- 1962년 4월 11일 ~ 1964년 3월 16일 제13대 대구지방검찰청 검사장
- 대검찰청 검사
- 법무부 법무국 국장
- 대검찰청 수사국 국장
- 1969년 1월 20일 ~ 1971년 8월 25일 제15대 부산지방검찰청 검사장
- 1973년 3월 9일 ~ 1974년 7월 7일 제19대 대한민국의 법무부 차관
- 법무부 사단법인 대한법률구조협회 회장(법무부 차관 겸직)
- 서울변호사회 형사법 개정위원
- 법무부 정책자문위원
- 국회 법률개정위원
- 1995년 2월 25일 제38대 대한변호사협회 회장